# Cantón de Maxorata
El cantón de Maxorata fue una de las dos demarcaciones territoriales en las que los aborígenes majos dividían la isla Fuerteventura −Canarias− en tiempos de la conquista europea a principios del siglo xv.
A la llegada de los conquistadores se encontraba al frente de la jefatura del cantón el rey Guise.

## Toponimia
El término aparece en la documentación bajo las formas Mahorata, Majorata y Maxorata.
El primer autor que da el término Mahorata es el poeta Antonio de Viana en el siglo xvii, indicando que es el nombre tanto de la isla de Fuerteventura como el de sus primeros pobladores (La isla se llama Erbania en aborigen). Por su parte, José de Viera y Clavijo, quien escribió su obra en el siglo xviii, es el primero en denominar como Maxorata al reino septentrional de la isla.
En cuanto al término en si, el historiador Alejandro Cioranescu indica que «el origen del nombre es oscuro y la autoridad de Viana en este punto, insuficiente cuando no dudosa». Otros autores consideran que es de procedencia aborigen, siendo traducido por el filólogo Ignacio Reyes como 'los hijos del país' desde una forma primitiva mahār-at.

## Características
El cantón ocupaba todo el sector centro-norte de la isla, extendiéndose según Juan de Abréu Galindo «...desde la villa hasta Corralejo...», siendo la «villa» la localidad de Betancuria. Su extensión se correspondería así con la de los modernos municipios de La Oliva, Puerto del Rosario, Betancuria y parte de Antigua.
En cuanto al límite con el cantón de Jandía, las fuentes tradicionales aluden a la existencia de una pared de piedra que los separaba. La pervivencia de un muro artificial en el istmo de Jandía que separa la península homónima del resto de la isla ha hecho situar aquí tradicionalmente la frontera entre los cantones. No obstante, las referencias de Abréu Galindo sumadas a documentos del siglo xvii que hacen alusión a una pared al sur de Betancuria que separaba las comarcas de Guise y Ayose, indican que la pared divisoria se extendería desde el Puerto de la Peña en Ajuy al oeste hasta el Puerto de la Torre al este.

### Asentamientos
Los principales asentamientos se hallaban en las proximidades de los barrancos, sobre todo en la costa oriental de la isla, destacando los que se encontraban a lo largo del cauce de los barrancos de La Torre y de Río Cabras.
Las poblaciones más importantes eran:[cita requerida]
- Ajuy
- Tesejerague
- Tetir
- Tindaya (santuario)
- Tiscamanita
- Toto
- Triquivijate
- Tuineje

## Economía

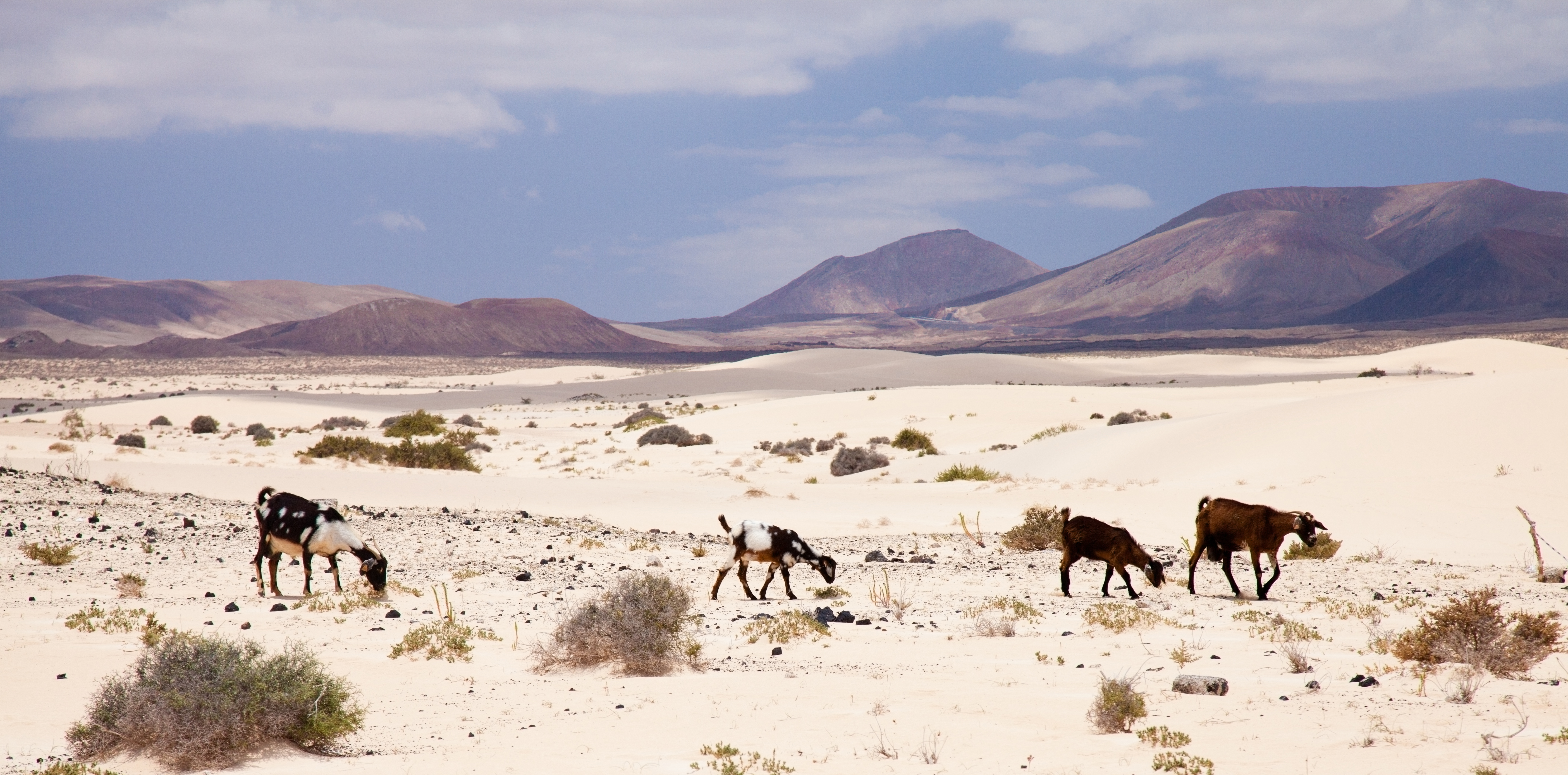
Cabras pastando en Maxorata

Las principales actividades económicas fueron:
- Ganadería, que consistía principalmente en la cabaña caprina, existiendo en menor medida la ovina y porcina. De estos animales se extraían productos alimenticios (leche, mantequilla, queso y cárnicos) y materias primas para la elaboración de manufacturas y utensilios (pieles, huesos, etc.).[10]

- Pesca, en la costa se explotaron los recursos marinos, recogiendo lapas y burgados, cazando pulpos y morenas, y pescando cerca de la costa.[11]

- Agricultura de secano, fue fundamentalmente cerealista, cultivándose cebada. Uno de los usos principales de los cereales era la elaboración del tradicional gofio.[9][12] La recolección de especies silvestres como las támaras y otro tipo de frutos de temporada completaba la dieta de vegetales.